# 堀直著
堀 直著（ほり なおあき、享保13年5月5日（1728年6月12日） - 明和5年4月21日（1768年6月5日））は、江戸時代中期の大名で、越後椎谷藩第6代藩主。椎谷堀家9代。信濃須坂藩主・堀直英の三男。母は堀直佑の娘。正室は板倉昌信の娘。子は堀直宣（長男）、堀著朝（次男）、堀直知（三男）、堀直興（四男）、娘（本堂親常正室、のち近藤寿用継室）。通称、千之允。従五位下、大膳亮。
宝暦元年（1751年）、先代藩主・直喜の養子となり家督を相続した。明和5年（1768年）死去し、跡を長男の直宣が継いだ。

## 系譜
父母
- 堀直英（実父）
- 堀直佑の娘（実母）
- 堀直喜（養父）

正室
- 板倉昌信の娘

子女
- 堀直宣（長男）
- 堀著朝（次男）
- 堀直知（三男）
- 堀直興（四男）
- 本堂親常正室のち近藤寿用継室